# Saint-Rémy-de-Maurienne
Saint-Rémy-de-Maurienne é uma comuna francesa na região administrativa de Auvérnia-Ródano-Alpes, no departamento de Saboia. Estende-se por uma área de 44,26 km². Em 2010 a comuna tinha 1 259 habitantes (densidade: 28,4 hab./km²).